# Stephen Sondheim
Stephen Joshua Sondheim (Nueva York, 22 de marzo de 1930-Roxbury, Connecticut, 26 de noviembre de 2021) fue un compositor y letrista estadounidense especializado en el género de teatro musical.

## Primeros años
De niño vivió en Manhattan y más tarde en una granja en Pensilvania. Sus padres, Herbert y Janet (Foxy) Sondheim, se dedicaban a la industria textil. Su madre era diseñadora de vestidos y su padre, el que los producía. Según la biografía Stephen Sondheim: A Life, escrita por Meryle Secrest, la niñez de Stephen fue descuidada y desolada.
Despertó su interés por el teatro al ver la obra de teatro musical Very Warm for May, cuando tenía nueve años: «La cortina se levantó, revelando un piano ―explica Sondheim―. Un mayordomo tomó un trapo y lo limpió, haciendo sonar las teclas. Fue emocionante».
Cuando tenía diez años, su padre (que ya era una figura distante) los abandonó a él y a su madre. Aunque Herbert trató de conseguir la custodia de Stephen ―porque dejó a Foxy por otra mujer (Alicia, con la que tuvo dos hijos)― no tuvo éxito. Sondheim era «lo que se llama un “niño institucionalizado”, lo que significa que no tiene contacto con ningún tipo de familia. Te encuentras en un entorno lujoso que te provee de todo, excepto contacto humano. No hay hermanos ni hermanas, no hay padres, aunque sí hay mucho que comer, y amigos con quienes jugar, y una cama caliente».
Sondheim detestaba a su madre, quien era psicológicamente abusiva y proyectaba en su hijo su ira contra su matrimonio fallido:
«Cuando mi padre la abandonó, ella lo sustituyó por mí, y me trataba de la misma manera con que lo trataba a él: me torturaba psicológicamente, se me insinuaba sexualmente, me pegaba, me regañaba. Durante cinco años lo que ella hizo fue tratarme como basura, pero al mismo tiempo se me insinuaba».
En una ocasión, ella le escribió una carta en la que le decía que «lo único que lamentaba en toda su vida era haberlo dado a luz».
Cuando su madre murió, el 15 de septiembre de 1992, Sondheim no asistió a su funeral.

## Carrera

### Tutoría bajo Oscar Hammerstein II
Aproximadamente a los diez años de edad, cerca del tiempo en que sus padres se divorciaron, Sondheim comenzó una amistad con Jimmy Hammerstein, hijo del reconocido Oscar Hammerstein II (1895-1960), quien ocuparía un lugar cercano al de un padre para Sondheim. Hammerstein tuvo una gran influencia en el joven Sondheim, especialmente en lo que se refiere al teatro y a la música. De hecho, asistió al estreno de la obra South Pacific en donde conoció a Harold Prince, quien luego dirigiría varias de las obras de Sondheim.
Durante la secundaria, asistió a la George School, una escuela privada de Pensilvania. Allí tuvo la oportunidad de escribir un musical basado en los hechos de la escuela, llamado By George. Sondheim mostró su trabajo a su tutor, pidiéndole que lo evaluara como si no conociera al autor. Hammerstein (de 52 años) le dijo que era lo peor que había leído, pero si quería saber por qué, él se lo diría. El resto del día Sondheim y Hammerstein lo ocuparon trabajando sobre el musical. Más tarde, Sondheim diría que «en esa tarde, aprendí más sobre la escritura de canciones y del teatro musical que lo que la mayoría de la gente aprende en toda su vida».
Hammerstein diseñó una especie de curso para que Sondheim aprendiera cómo construir un musical. Este entrenamiento se centró en cuatro asignaturas, en donde Sondheim debía escribir:
- un musical basado en una obra de teatro que él admirase (el cual terminó siendo All That Glitters);
- un musical basado en una obra de teatro que considerase defectuosa (que se transformó en High Tor);
- un musical basado en una novela existente o en un cuento corto que no hubiera sido dramatizado previamente (lo que dio como resultado el musical incompleto Mary Poppins, que no guarda relación alguna con la película ni con la posterior obra musical), y
- un musical original (Climb High).[11][cita requerida]

Ninguna de estas obras se produjo oficialmente. High Tor y Mary Poppins nunca se estrenaron porque los titulares de los derechos de autor se negaron a permitir la realización de los musicales.
En 1950, Sondheim se graduó magna cum laude en la Universidad Williams en Williamstown, Massachusetts, donde fue miembro de la fraternidad Beta Theta Pi. Luego, continuó estudiando composición con el músico Milton Babbitt.

### El traslado a Broadway y su trabajo como letrista
Los siguientes años encontraron a Sondheim viviendo en el comedor de su padre, escribiendo canciones. También pasó un tiempo viviendo en Hollywood, escribiendo para la serie de televisión Topper. A pesar de su gusto por el cine, Sondheim afirma que le desagradan las películas musicales.[cita requerida]
En 1954, Sondheim escribió la música y la letra de Saturday Night, aunque el musical nunca se estrenó en Broadway y se mostraría por primera vez en la producción de 1997 del Teatro Bridewell de Londres. En 1998, Saturday Night recibió una grabación profesional, seguida de una revisión con dos nuevas canciones. En el 2000, se estrenó en el Teatro Second Stage del Off-Broadway, y en el 2009 se realizaría una nueva puesta en el Teatro Jeremyn Street de Londres.
Su gran oportunidad llegó cuando lo llamaron para poner letra al musical del que Leonard Bernstein estaba escribiendo la música, basado en el libreto de Arthur Laurents y que llevaría por título West Side Story. A Sondheim lo presentaron con Bernstein, quien había escuchado Saturday Night y rápidamente lo contrató para escribir las letras del que sería después un musical mítico. Su estreno en 1957, de la mano de Jerome Robbins en la dirección, estuvo en escena durante 732 funciones.
En 1959, escribió la letra de la comedia musical Gypsy. A Sondheim le hubiera gustado escribir también la música, pero Ethel Merman, la actriz estrella que lo iba a protagonizar, insistió en que necesitaban un compositor más reconocido. Por ello, encargaron la música a Jule Styne. Sondheim pensó en declinar la propuesta, poniendo en duda el figurar solamente como letrista en otro espectáculo, pero Hammerstein le dijo por escrito que trabajar con una estrella como Merman sería una valiosa experiencia. Sondheim trabajó en estrecha colaboración con Arthur Laurents, quien escribía el libreto para crear el espectáculo. Gypsy estuvo en cartel durante 702 representaciones.
Escribió letra y música de A Funny Thing Happened on the Way to the Forum (Golfus de Roma), que se estrenó en 1962. El libreto, escrito por Burt Shevelove y Larry Gelbart, se basó en las farsas de Plauto, y la partitura de Sondheim fue muy bien recibida en el momento, pero aunque el espectáculo fue todo un éxito (se mantuvo en escena por 964 representaciones), y ganó varios Premios Tony, inclusive el de mejor musical, Sondheim no fue ni siquiera nominado.
Por aquel entonces, Sondheim había participado en tres grandes éxitos, pero su siguiente espectáculo fracasó, y llegó a tan solo 9 representaciones. Se trató de Anyone Can Whistle, y a pesar del fracaso se convirtió más tarde en un musical de culto, además de que dio a conocer al mundo de los musicales de Broadway a Angela Lansbury.[cita requerida]
Do I Hear a Waltz? (1965), para el que escribió las letras, tuvo música de Richard Rodgers y libreto de Arthur Laurents. Originalmente las letras las iba a escribir Oscar Hammerstein, pero si muerte hizo que tanto Laurents como la hija de Rodgers, Mary Rodgers, pidieran a Sondheim hacer el trabajo. Aunque sentía que el libreto no era adecuado para ser musicalizado, Sondheim accedió. El resultado fue tal que, según ha comentado, es el único trabajo del que asegura haberse arrepentido hacer.
The Boy From…, de 1966, una parodia de la canción "Garota de Ipanema" ("La chica de Ipanema"), fue su siguiente trabajo, aunque lo firmó con el seudónimo de Esteban Río Nido en los créditos originales y Nom De Plume en los teatrales.
En 1970, se estrenó Company, el primero de una serie de arriesgados musicales para los que colaboraría con el director Harold Prince. Este es un “concept musical” compuesto por una serie de viñetas presentadas de forma no cronológica que estuvo en escena por 705 representaciones.
Esta época fue la que marcó la plenitud de Sondheim como compositor y creó su sello personal a través de complejas polifonías e intrincadas melodías, principalmente en las partes vocales. Destaca su tratamiento de los coros, utilizando tanto el elenco como los personajes secundarios para crear una especie de coro griego que usa para narrar la historia.
A Little Night Music, de 1973, con letra y música de Sondheim y libreto de Hugh Wheeler, está inspirado en la película de Ingmar Bergman Sonrisas de una noche de verano. La partitura de este musical está escrita en su mayor parte a ritmos de vals, incluye la canción más famosa escrita por Sondheim, "Send in the Clowns", y estuvo en escena durante 601 representaciones protagonizada por Glynis Johns y posteriormente Jean Simmons, Dorothy Tutin, Judi Dench y  Catherine Zeta-Jones . El papel de Madame Armfeldt, la anciana aristócrata a cargo de la canción "Liasons" fue interpretado por famosas veteranas como Hermione Gingold  que la estrenó, Regina Resnik, Angela Lansbury,Zarah Leander en Viena, Leslie Caron en Paris, Elaine Stritch, Claire Bloom y otras primeras damas del teatro. Este musical fue llevado al cine en 1977, sin mucho éxito (Dulce Viena), por Harold Prince, con Elizabeth Taylor.
Pacific Overtures es, como poco, un musical nada convencional. Escrito en escalas pentatónicas con armonías casi japonesas, su montaje original presentaba una estética Kabuki, con los papeles femeninos interpretados por hombres y cambios escénicos a la vista hechos por personas vestidas de negro. Aunque fue nominado a los Premios Tony, estuvo en escena solo seis meses.

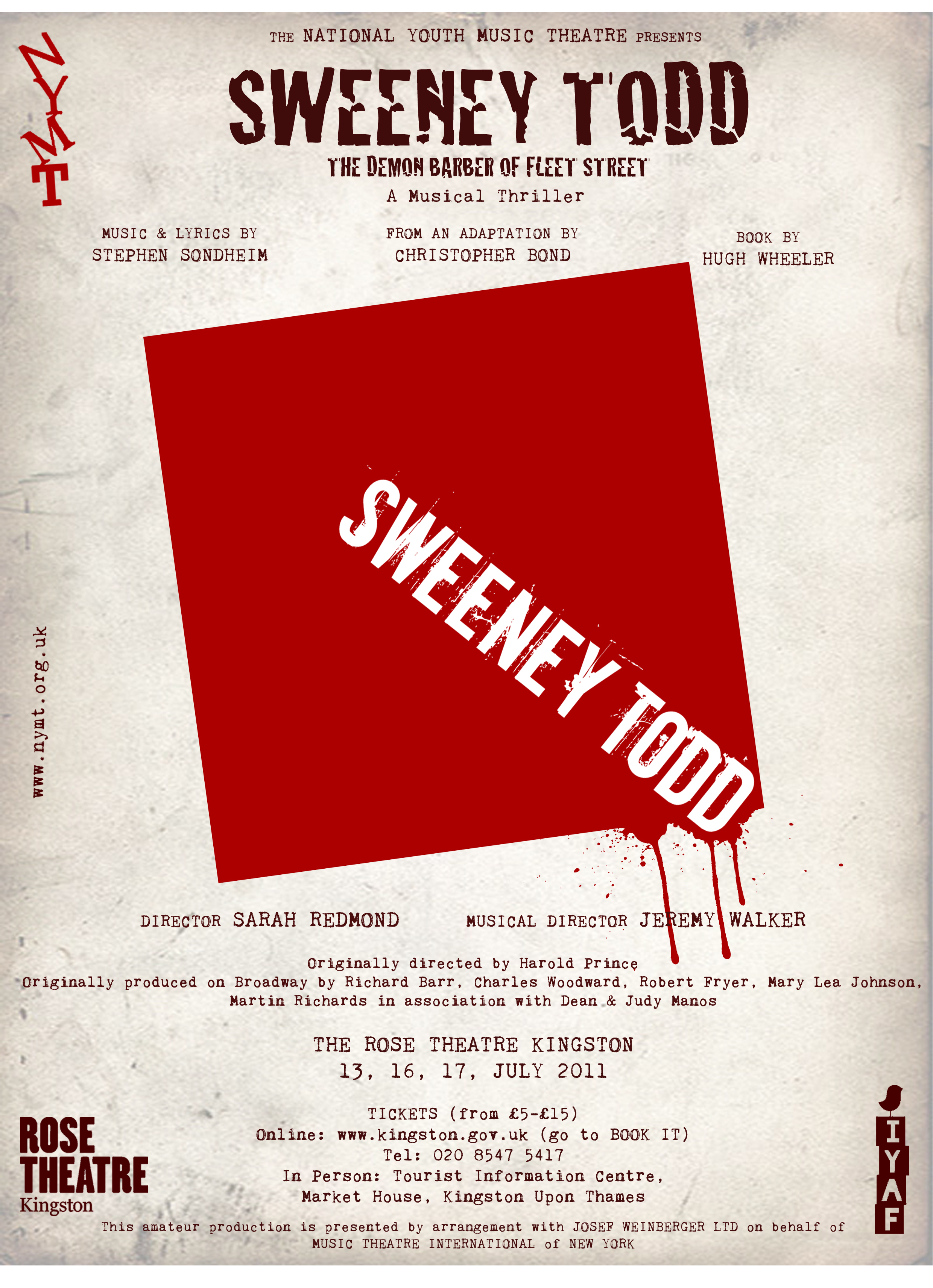
Cartelera del musical Sweeney Todd

Sweeney Todd es la partitura más operística de Sondheim. Estrenado en 1979, ha sido calificado en cuanto a su música como «las disonancias más rentables de Broadway» y ha sido llevado a muchos teatros de ópera de todo el mundo. Todo ello a pesar de explorar temas como el asesinato por venganza, el incesto y el canibalismo. Es una obra negra que entremezcla todo ello con un fino sentido del humor. El libreto de Hugh Wheeler se basó en la obra de Christopher Bond sobre el clásico victoriano inglés. Este musical dio a Angela Lansbury uno de los mejores papeles de su carrera y se mantuvo en cartel por 557 funciones. Fue llevado al cine en 2007 por Tim Burton.
Merrily We Roll Along, de 1981, es, por el contrario, quizá su partitura más tradicional, concebido en este caso, para generar “hits” más allá del escenario (por ejemplo, Carly Simon y Frank Sinatra grabaron algunas de ellas). Pero a pesar de ello, el espectáculo fue un fracaso que solo se mantuvo en cartel por 16 representaciones. Este fracaso afectó profundamente a Sondheim, que se planteó abandonar el teatro para dedicarse al cine o a la creación de videojuegos, una de sus aficiones favoritas, especialmente los de terror.
A pesar de ello, en 1984 estrenó Sunday in the Park with George, un espectáculo nacido de la colaboración con el autor y director avant-garde James Lapine. Un musical Off-Broadway sobre el mundo puntillista del pintor Georges Seurat que les llevó a ganar el premiPulitzer de drama. Curiosamente en las 25 representaciones que se llevaron a escena, durante 22 de ella solo se escenificó el primer acto (y este aún en desarrollo) y solo en las tres últimas se pudo ver la obra entera.
En 1987, Sondheim y Lapine estrenaron Into the Woods, un divertido ejercicio que hacía coincidir en un bosque a toda una serie de personajes de cuentos clásicos. Un musical rompedor que ganó diversos Premios Tony, entre ellos, mejor partitura original, mejor libreto y mejor actriz en un musical. Estuvo en escena 764 representaciones.
En 1990, estrenó Assassins, con letra y música de Sondheim y libreto de John Weidman. Era un espectáculo extraño, Off-Broadway, que se mantuvo en escena durante las 73 representaciones que tenía programadas, y todas las entradas se vendieron desde antes de su estreno. También en clave de humor, se basaba en la idea que el derecho a la libertad en Estados Unidos incluía el derecho de atentar contra los presidentes y que trataba a los asesinos de una forma un tanto distinta a la imagen pública que se tenía de ellos.
Passion, estrenado en 1994, tiene el curioso honor de ser el espectáculo musical de Broadway más corto en llevarse el Premio Tony al mejor musical tras sus 280 representaciones. Se trata de una adaptación de la película Passione d’amore, de Ettore Scola y fue el resultado de una nueva colaboración con Lapine.
Lapine también creó un espectáculo que terminó llamándose Sondheim on Sondheim, que tuvo programada una muy corta duración (solo 55 representaciones), producida por Roundabout Theatre Company y que se presentó en el famoso Studio 54 de Broadway en 2010.

### Obras fuera de Broadway
La carrera de Sondheim ha tenido algo más que su vinculación al mundo de los musicales de Broadway, y caben destacar sus andanzas por otros campos creativos.
Como fan que es de todo tipo de juegos, especialmente puzles y de misterio, entre 1968 y 1969 publicó toda una serie de crucigramas crípticos en la revista New York Magazine.
Partiendo de los intrincados juegos de misterio y búsqueda del tesoro que él y su amigo Anthony Perkins creaban y organizaban para sus amigos, entre los que se incluían Lee Remick y George Segal, Sondheim y Perkins escribieron el guion de la película de 1973 El fin de Sheila, ganando con ella el Premio Edgar al Mejor Guion otorgado por la asociación Mystery Writers of America. La película fue luego llevada al mundo de la literatura por Alexander Edwards.
También probó como guionista en 1996, coescribiendo junto a George Furth el libreto de Getting Away with Murder. La obra no fue precisamente un éxito y echó telón tras 29 preestrenos y 17 representaciones.
Su trabajo de composición le ha llevado, además, al mundo del cine, con un notable abanico de canciones como las de la película Dick Tracy de Warren Beatty (1990), cuya canción "Sooner or Later (I Always Get My Man)", cantada por Madonna, le dio a Sondhein el Oscar por Mejor Canción Original de 1991.
También escribió un libro de anotaciones sobre sus letras, Finishing the Hat (2010) que abarca desde 1954 a 1981. Cuenta muchas e interesantes anécdotas detalles sobre su relación con Oscar Hammerstein II e incluye letras nunca antes publicadas de West Side Story, Company y Follies además de interesantes momentos de su carrera. El libro llegó al número 11 en la lista de los más vendidos de The New York Times de ese año.
El libro que le siguió, Look, I Made a Hat: Collected Lyrics (1981-2011) with Attendant Comments, Amplifications, Dogmas, Harangues, Digressions, Anecdotes and Miscellany se publicó en noviembre de 2011 y comienza donde dejó el anterior, incluyendo sus trabajos en cine y televisión.

## Muerte
Sondheim falleció el 26 de noviembre de 2021 en Roxbury, Connecticut, a los 91 años.

## Premios

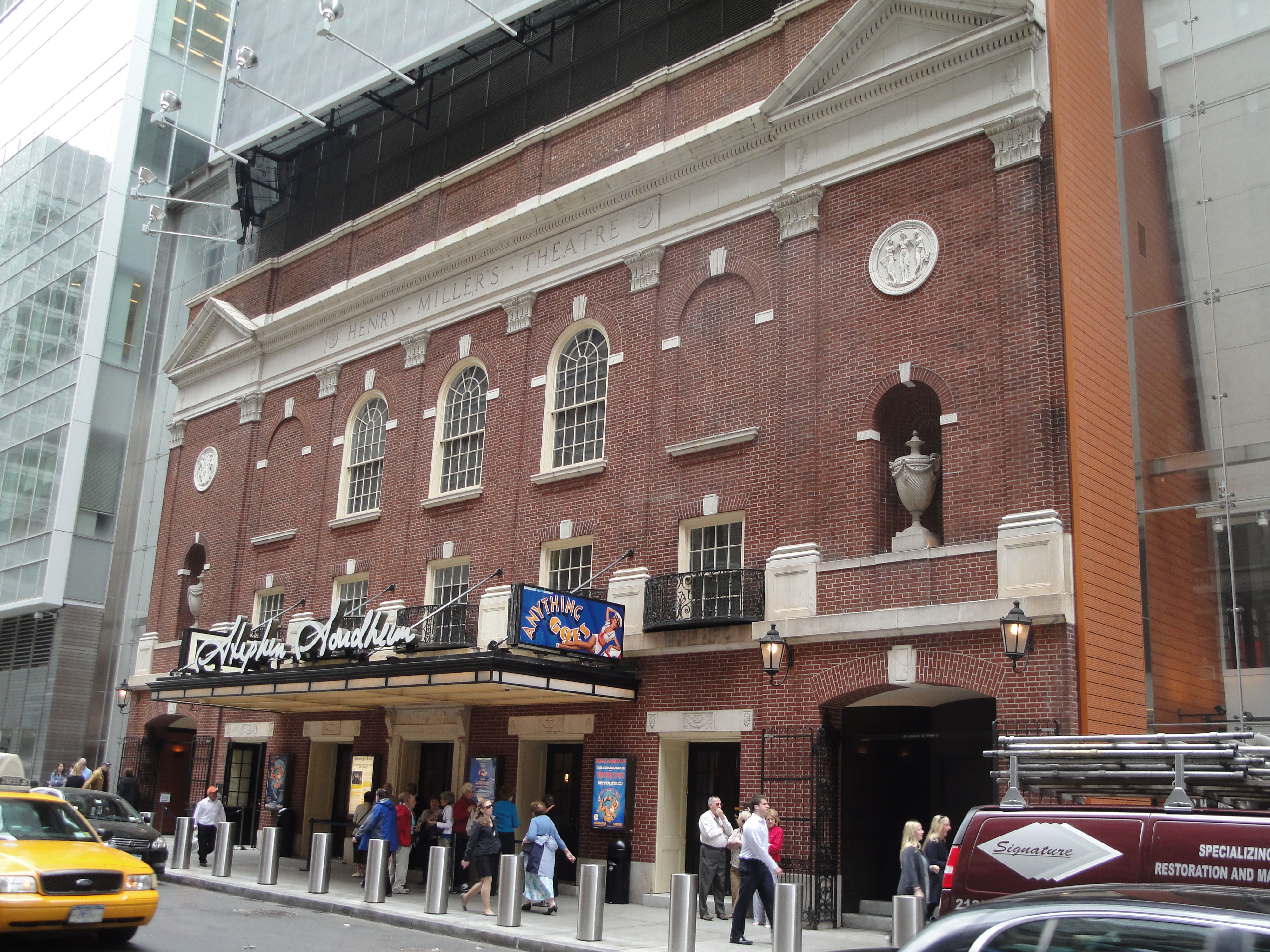
La obra Anything Goes en el teatro Stephen Sondheim.

Tony
| Año  | Categoría                               | Obra                 |
| ---- | --------------------------------------- | -------------------- |
| 1971 | Mejor banda sonora                      | Company              |
| 1971 | Mejor letra                             | Company              |
| 1972 | Mejor banda sonora                      | Follies              |
| 1973 | Mejor banda sonora                      | A Little Night Music |
| 1979 | Mejor banda sonora                      | Sweeney Todd         |
| 1988 | Mejor banda sonora                      | Into the Woods       |
| 1994 | Mejor banda sonora                      | Passion              |
| 2008 | Premio Tony especial por su trayectoria | Stephen Sondheim     |

Pulitzer
| Año  | Categoría | Obra                           |
| ---- | --------- | ------------------------------ |
| 1985 | Drama     | Sunday in the Park with George |

Premios Óscar
| Año  | Categoría              | Canción                                 | Película   | Resultado |
| ---- | ---------------------- | --------------------------------------- | ---------- | --------- |
| 1991 | Mejor canción original | «Sooner or Later (I Always Get My Man)» | Dick Tracy | Ganador   |